# Arctotis crispata
Arctotis crispata là một loài thực vật có hoa trong họ Cúc. Loài này được Hutch. mô tả khoa học đầu tiên năm 1946.